# Litauische Badmintonmeisterschaft 2016
Die Litauische Badmintonmeisterschaft 2016 fand vom 6. bis zum 7. Februar 2016 in Druskininkai statt. Es war die 54. Austragung der nationalen Titelkämpfe von Litauen im Badminton.

## Medaillengewinner
| Disziplin    | Gold                                      | Silber                                    | Bronze                               |
| ------------ | ----------------------------------------- | ----------------------------------------- | ------------------------------------ |
| Herreneinzel | Kęstutis Navickas                         | Povilas Bartušis                          | Mark Šames                           |
| Dameneinzel  | Vytautė Fomkinaitė                        | Gerda Voitechovskaja                      | Rebeka Aleksevičiūtė                 |
| Herrendoppel | Kęstutis Navickas Povilas Bartušis        | Ramūnas Stapušaitis Kazimieras Dauskurtas | Dovydas Razas Renaldas Šileris       |
| Damendoppel  | Gerda Voitechovskaja Rebeka Aleksevičiūtė | Vytautė Fomkinaitė Indrė Starevičiūtė     | Vaiva Žymantaitė Erika Noreikaitė    |
| Mixed        | Povilas Bartušis Vytautė Fomkinaitė       | Karolis Eimutaitis Gerda Voitechovskaja   | Edgaras Slušnys Rebeka Aleksevičiūtė |